# Selenitza
Il monte  Selenitza con 2.026 m s.l.m. è una cima delle Caravanche Occidentali della sezione Alpi di Carinzia e di Slovenia, si trova nel comune di Radovljica in Slovenia.